# 양구백자박물관
양구백자박물관은 강원특별자치도 양구군에 있는 박물관이다.

## 연혁
- 2006년 6월 27일 개관.

## 시설 현황
- 지상2층: 사회교육실, 사무실
- 지상1층: 전시실, 문화상품판매소, 수장고, 재료창고, 수비·쇄석·성형 공방, 전통가마

## 관람 안내
- 관람 시간: 09:00 ~ 18:00
- 휴관일: 매주 월요일, 1월 1일, 설날 오전, 추석 오전